# Sammlung Bar-Gera

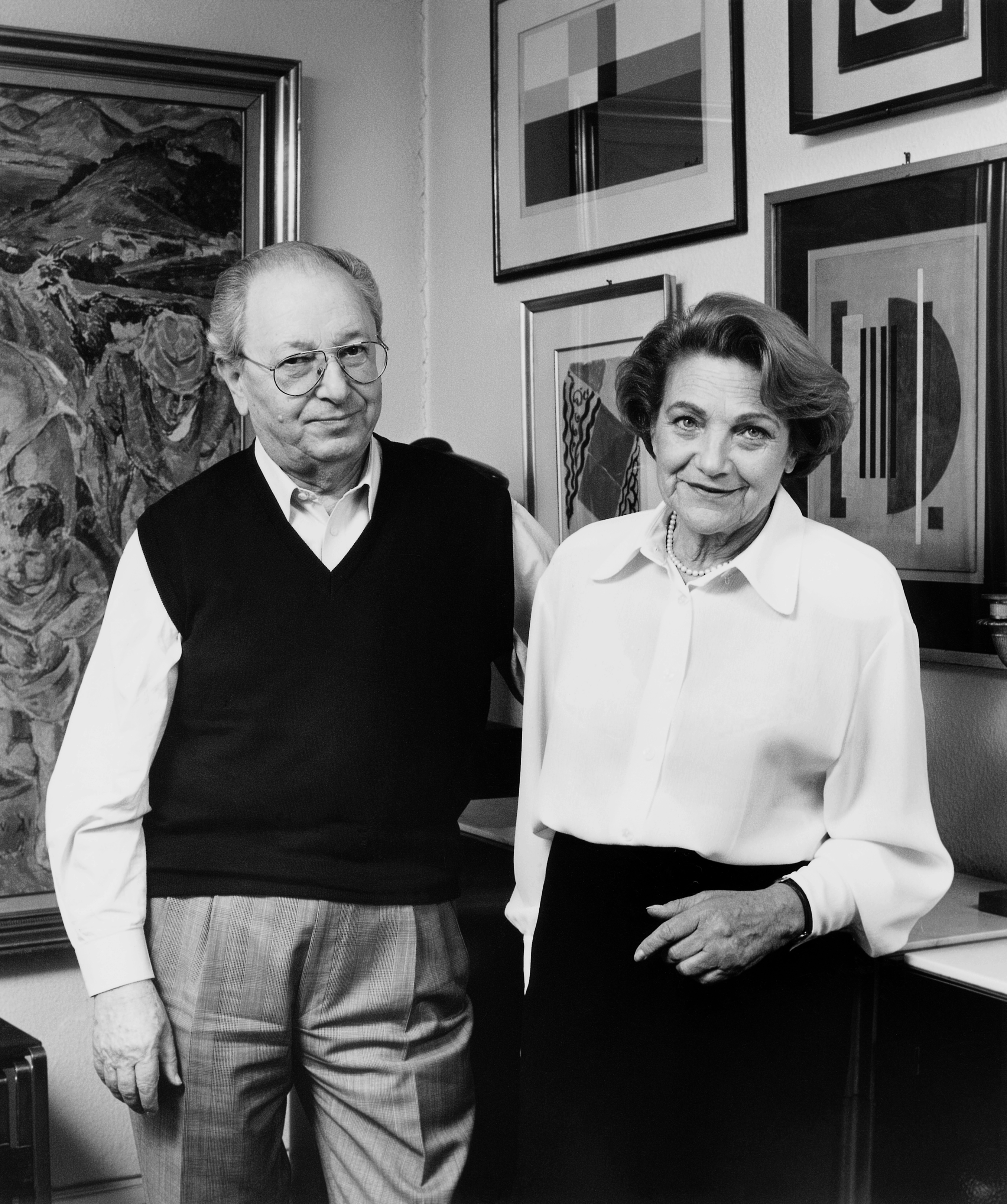
Jacob und Kenda Bar-Gera in ihrem Zuhause in Köln (2000)

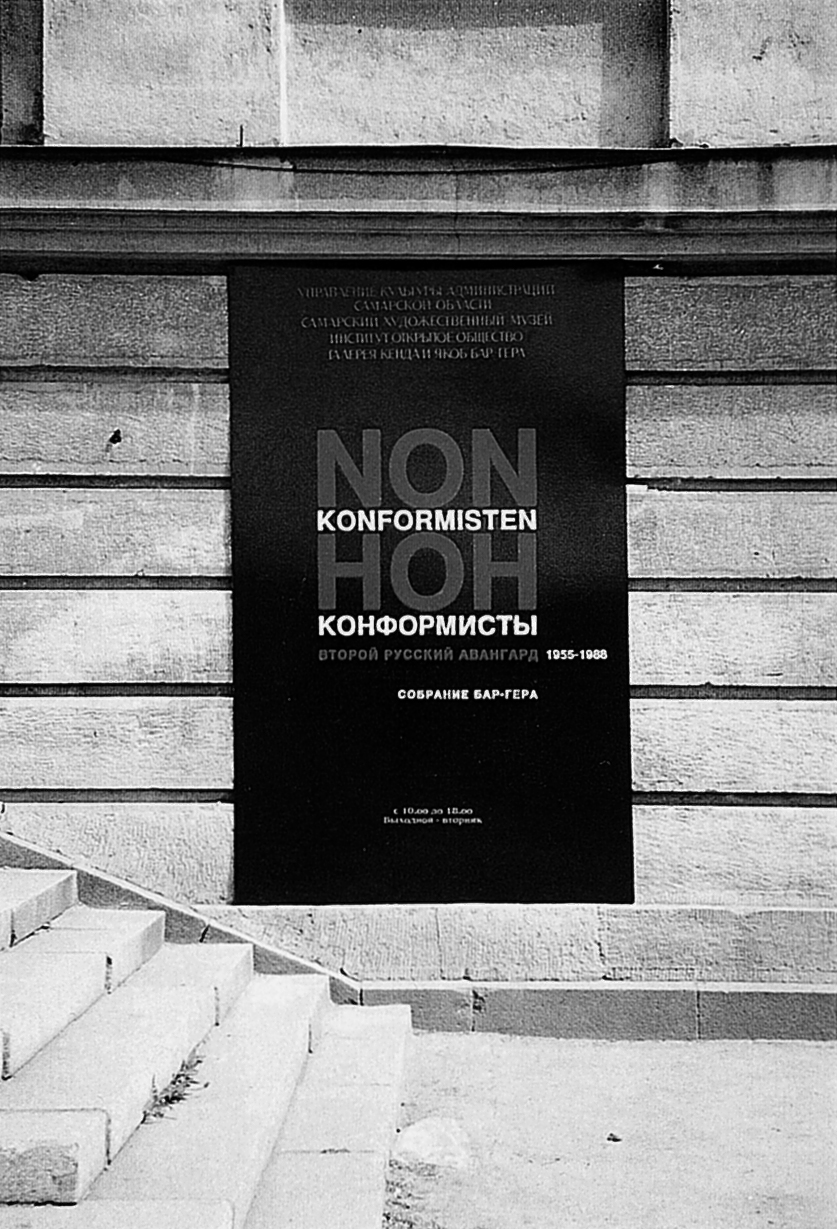
Präsentation der Bar-Gera-Kollektion der russischen Avantgarde in Frankfurt am Main im Jahr 1997

Die Sammlung Bar-Gera ist eine Kunstsammlung des Ehepaares Jacob und Kenda Bar-Gera, welche nonkonformistische Werke der zweiten russischen Avantgarde enthält, die zwischen 1955 und 1988 entstanden.

## Kenda Bar-Gera
Kenda Bar-Gera (auch: Bargera; geboren 8. Dezember 1927 in Łódź als Kenda Grynberg; gestorben 23. April 2012 in Tel-Aviv) wurde nach dem Einmarsch der deutschen Wehrmacht im September 1939 in verschiedenen Konzentrations- und Arbeitslagern gefangen gehalten. Nach der Befreiung durch die Alliierten 1945 wanderte Kenda illegal nach Palästina aus, wo sie sich für den Aufbau des Staates Israel engagierte. Während der Untergrundarbeit in Palästina lernte sie 1947 ihren späteren Mann Jacob Bar-Gera kennen,  den sie 1950 heiratete. Schon als junge Frau interessierte sie sich für Kunst. Ein Bild des Malers Kahane im neuen Kongresshaus in Jerusalem wurde für sie zum Schlüsselerlebnis. 1963 ging sie mit Jacob Bar-Gera im Auftrag des israelischen Staates nach Deutschland, wo sich die Sammlung Bar-Gera entwickelte.
1997 wurde Kenda Bar-Gera von Michael Kühntopf für die Shoah Foundation interviewt; das Interview wurde gefilmt und gehört zum weltweit verfügbaren Archivbestand des Visual History Archive.

## Jacob Bar-Gera
Jacob Bar-Gera (geboren 3. Juni 1926 in Horochiw, Ukraine; gestorben 17. Januar 2003) wuchs in einer wohlhabenden jüdischen Industriellenfamilie auf. 1941 wurde Jacobs Vater von den Deutschen erschossen, er selbst konnte aus dem Ghetto fliehen. Später gründete er eine Untergrund-Organisation, die es sich zur Aufgabe machte, jüdische Flüchtlinge auf geheimen Wegen nach Palästina zu bringen. Dorthin emigrierte er selbst und schloss sich dem Befreiungskampf für einen israelischen Staat an. Mit dem Aufbau privater Tankstellen wurde er wohlhabend. Seine Frau hatte er bereits nach der Befreiung 1945 kurz in Lodz getroffen und dann wieder aus den Augen verloren. Nach verschiedenen Tätigkeiten in Israel wurde er 1963 nach Deutschland geschickt, wohin er seine ganze Familie mitnahm.
1997 wurde Jacob Bar-Gera von Michael Kühntopf für die Shoah Foundation interviewt; das Interview wurde gefilmt und gehört zum weltweit verfügbaren Archivbestand des Visual History Archive.

## Die Sammlung
Als 1963 Jacob Bar-Gera mit seiner Frau und Familie nach Deutschland zog, begann eine harte Zeit für Kenda Bar-Gera. Als Opfer der Judenverfolgung während des Nazi-Regimes war es anfangs sehr schwer für sie, in Deutschland zu leben. Um sich nicht von den schrecklichen Gefühlen der Vergangenheit überrennen zu lassen, widmete sie sich der Kunst. Aus einem Hobby wurde ihr neuer Lebensinhalt. 1964 eröffnete sie mit Antonina Gmurzynska eine Galerie. Aufgrund der problematischen Beziehungen zwischen Deutschland und Israel durfte die Galerie nicht den Namen Bar-Gera tragen, sondern hieß „Galerie Gmurzynska“. Sie förderten in der Galerie vor allem Bauhaus-Künstler und Konstruktivisten und allgemein Künstler, die durch ihre Verfolgung während des Naziregimes nach dem Krieg in Vergessenheit geraten waren. Hartnäckig forschte Kenda nach den Werken der ersten russischen Avantgarde, die in der Sowjetunion seit den 1920er Jahren verfolgt wurde, setzte sich mit Sammlern, Künstlern und Händlern in Verbindung, um ebendiese, in der Sowjetunion totgeschwiegene Kunst dem westlichen Publikum zu erschließen. Weiter trat sie als energische Anwältin spanischer Künstler auf, die unter der Franco-Diktatur litten.
Mitte der sechziger Jahre hörten Jacob und Kenda Bar-Gera zum ersten Mal davon, dass sich in der diktatorisch regierten Sowjetunion noch eine andere Kunstrichtung abseits des offiziellen sozialistischen Realismus' entwickelte. Zwei Prager Freunde des Paares, zwei Kunsthistoriker, erzählten ihnen zum ersten Mal von der nonkonformistischen Kunst. Kurze Zeit später trafen die ersten Bilder ein. Sie kamen über Studenten, in Botschaftsgepäck, in Koffern mit doppeltem Boden oder als etwas völlig anderes, zum Beispiel Kinderbilderbücher, getarnt. Das Paar hatte nie die Möglichkeit, wie ein Sammler, der seine Sammlung gezielt aufbaut, Werke auszuwählen. Es war wie Flaschenpost. Was kommen würde, wussten sie nicht, und was kam, musste angenommen werden.
Erst durch den persönlichen Kontakt und den erst dadurch möglichen Informationsaustausch wurde ihnen bewusst, dass bei ihnen eine echte, wichtige Sammlung nonkonformistischer Kunst aus den Jahren 1955 bis 1988 entstanden war.
1970 verfügte Frau Bar-Gera über genügend Material, um eine Ausstellung zu ermöglichen. Doch die Reaktion auf diese Ausstellung hielt sich in Grenzen. Erst Anfang der 1990er Jahre gab es eine genügend gute und vor allem wahrnehmbare Resonanz auf die Sammlung. Die erste Ausstellung in St. Petersburg, Russland, fand am 70. Geburtstag Jacobs statt. Danach folgten viele weitere Ausstellungen in Deutschland, der Schweiz und in Israel.

### Ausstellungen
- Russian Museum St. Petersburg, Photo Exhibition of The Second Russian Avantgarde from The Bar-Gera Collection, 3. Juni – 10. Juli 1996, St. Petersburg, Russland
- The State Tretyakov Gallery Moscow, The Second Russian Avantgarde 1955 – 1988, The Bar-Gera Collection, 23. Juli – 25. August 1996, Moscow, Russland
- Museum Morsbroich Leverkusen, The Second Russian Avantgarde 1955 – 1988, The Bar-Gera Collection, Februar – März 1997, Leverkusen, Deutschland
- Erholungshaus, Kulturhaus der Bayer AG, Leverkusen, The Second Russian Avantgarde 1955 – 1988, The Bar-Gera Collection, 8. Februar – 23. März 1997, Leverkusen, Deutschland
- Josef Albers Museum Quadrat in Bottrop, The Second Russian Avantgarde 1955 – 1988, The Bar-Gera Collection, 23. Mai – 31. August 1997, Bottrop, Deutschland
- Städel Museum Frankfurt, „Die Non-Konformisten, Die zweite russische Avantgarde 1955-1988“, The Bar-Gera Collection, 26. September 1996 – 12. Januar 1997, Frankfurt, Deutschland
- Galleria d'Arte Moderna E Contemporanea Palazzo Forti, „L'Arte Vietata in U.R.S.S.“, The Bar-Gera Collection, 7. April – 4. Mai 2000, Verona, Italien
- Märkisches Museum Witten, „Die zweite russische Avantgarde“ The Second Russian Avantgarde 1955 – 1988, The Bar-Gera Collection, 12. November 2000 – 30. Januar 2001, Witten, Deutschland
- Museum of Art, Samara, Städtisches Kunstmuseum, „Fotos-Dokumente-Bilder“ The Second Russian Avantgarde 1955 – 1988, The Bar-Gera Collection, 2. Oktober 2001 – 30. November 2001, Samara, Russland
- Museum für Zeitgenössische Kunst Moskau, „Fotos-Dokumente-Bilder“ The Second Russian Avantgarde 1955 – 1988, The Bar-Gera Collection, 21. November 2001 – 2. Dezember 2001, Moskau, Russland
- Ashdod Art Museum, Persecuted Art & Artists under totalitarian regimes in Europe during the 20th Century, The Bar-Gera Collection, 22. Juni 2003 – 21. September 2003, Ashdod, Israel
- Kunstmuseum Bern, Avantgarde im Untergrund, Russische Nonkonformisten aus der Sammlung Bar-Gera, The Bar-Gera Collection, 3. Februar 2005 – 24. April 2005, Bern, Schweiz